# Ніта Берроу
Пані Рут Ніта Барроу (народилася 15 листопада 1916 року в Сент-Люсі (Барбадос) — † 19 грудня 1995 року в Барбадосі) — була барбадоською активісткою і політиком з прав людини та першою і поки що єдиною жінкою генерал-губернаторкою Барбадосу.

## Життєпис
Дочка англіканського священника і сестра прем'єр-міністра Еррол Берроу закінчила навчання медсестрою та акушеркою. Згодом вона навчалася медичної справи у Торонтському університеті, Единбурзькому університеті та в Колумбійському університеті в Нью-Йорку.
Ніта Барроу розпочала свою кар'єру старшою медсестрою та радником з питань охорони здоров'я у Барбадосі та Ямайці у 40-х роках. У 1964 році влаштувалася на посаду консультанта з охорони здоров'я у Всесвітній організації охорони здоров'я, а згодом у Панамериканській організації охорони здоров'я. З 1975 по 1983 рік вона була президентом Християнської асоціації молодих жінок, з 1982 по 1990 р. Міжнародної ради з питань освіти дорослих і в 1983 році Генеральної Асамблеї Вселенської ради церков у Ванкувері.
Барроу було прийнято членом Форуму Організації Об'єднаних Націй у рамках «Десятиліття жінок» у 1983 році, а в 1985 році очолила міжнародну жіночу конференцію в Найробі. У 1986 році вона була єдиною жінкою, яка входила до міжнародної делегації Співдружності, яка проводила агітацію за звільнення Нельсона Мандела та вивчала наслідки апартеїду в Південній Африці. Того ж року вона отримала акредитацію як постійний представник Барбадосу при ООН. Нарешті, 6 червня 1990 р. Дама Ніта Барроу була призначена генерал-губернатором штату Барбадос, офіс, який вона обіймала до смерті від інсульту 19 грудня 1995 року.
Документи про її життя та час були внесені до Списку всесвітньої спадщини ЮНЕСКО під записом колекції Nita Barrow.